# Heterobasidiomycetes

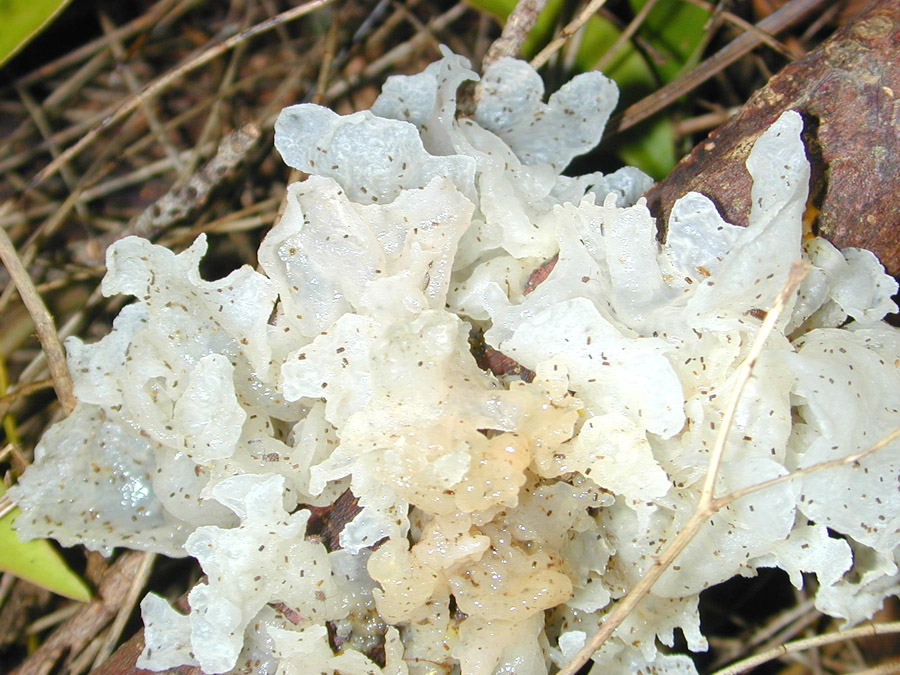
Zdjęcie grzyba galaretowatego (Tremella por. fuciformis) w wilgotnym lesie na O'ahu na Hawajach

Heterobasidiomycetes – takson utworzony w 1900 r. przez N.T. Patouillarda. Podzielił on podstawczaki na dwie grupy:
- Homobasidiomycetes – o jednokomórkowych podstawkach (zwanych holobazydiami),
- Heterobasidiomycetes – o podstawkach podzielonych przegrodami (zwanych fragmobazydiami)[1].

Poza podstawkami przegrody, Heterobasidiomycetes często posiadają również duże, nieregularnie ukształtowane sterygmy i zarodniki, które są zdolne do samoreplikacji – procesu, w którym zarodnik zamiast kiełkować w strzępkę wegetatywną, powoduje powstanie sterygmy i nowego, już normalnego zarodnika. Zarodniki Homobasidiomycetes są małe, nie mają zdolności do samoreplikacji, a sterygmy są regularnie ukształtowane.
Podział na te dwie grupy był podstawą różnych klasyfikacji aż do końca XX wieku. Początkowo były to taksony w randze podklasy, ale później, gdy grzyby zostały przeniesione z gromady roślin do niezależnego królestwa stały się taksonami w randze klasy. Do Heterobasidiomycetes zaliczano: trzęsakowce (Tremellales), uszakowce (Auriculariales), łzawnikowce (Dacrymycetales), Sebacinales, głowniaki (Ustilaginomycetes), rdzowce (Pucciniales).

## Problemy klasyfikacyjne
Niektóre taksony, takie jak Dacrymycetaceae, Ceratobasidiaceae lub Tulasnellaceae, ze względu na posiadanie kombinacji cech hetero- i homobasidiomycetycznych, były trudne do ostatecznego przypisania do którejkolwiek z grup, co skutkowało różnym ich traktowaniem w różnych systemach klasyfikacyjnych. Na przykład Dacrymycetaceae posiadają bardzo duże sterygmy o nieregularnym kształcie oraz samoreplikujące się zarodniki, ale mają bezprzegrodowe podstawki. Tulasnellaceae mają samoreplikujące się zarodniki i mocno nabrzmiałe sterygmy, które są oddzielone od podstawki przegrodą u podstawy, jednak sam korpus podstawki nie jest podzielony, a sterygmy i podstawka mają dość regularny kształt. Ceratobasidiaceae mają aseptyczne podstawki, ale sterygmy są dość duże i nieregularne, a zarodniki same się rozmnażają.
Homobasidiomycetes występowały w większości, jeśli nie we wszystkich głównych klasyfikacjach w XX wieku i różnice dotyczą tylko tego, która z grup łączących cechy hetero- i homobasidiomycetes jest włączona. Skład Heterobasidiomycetes był bardziej zmienny. Oprócz zmiennego włączania lub wykluczania grup o cechach pośrednich, często dzielono je na dwie różne grupy. Przez większą część XX wieku żaden z sześciu systemów klasyfikacyjnych nie zdobył dominacji nad innymi.

## Heterobasidiomycetesobecnie
W wyniku badań mykologów pod koniec XX wieku okazało się, że Heterobasidiomycetes są polifiletyczne. W ostatnim ćwierćwieczu XX wieku mikrografia aparatu porów przegrody zaczęła wyjaśniać prawdziwe związki filogenetyczne u podstawczaków. Jednak dopiero po zastosowaniu badań metodami biologii molekularnej w latach 90. i na początku 2000 r. taksonomia grzybów osiągnęła konsensus. Obecnie  Heterobasidiomycetes nie są już taksonem, a wcześniej do nich zaliczane gatunki należą do różnych grup grzybów. Pojęcia homobasidiomycetes i heterobasidiomycetes nadal są używane, ale już nie jako taksony, lecz określenie nieformalnych grup grzybów o określonych cechach.